# Znicz Jarosław
Le Miejski Klub Sportowy Sokołów Znicz Jarosław, est un club polonais de basket-ball issu de la ville de Jarosław.

## Entraîneurs successifs
- Depuis ? : Stanisław Gierczak